# Fuentes (Allande)
Fuentes  (en eonaviego, Las Fontes) es una aldea perteneciente a la parroquia de Besullo, en el concejo de Allande, comarca del Narcea, Principado de Asturias, España.